# Appian Way Productions
Appian Way Productions — американская кино- и телекомпания из Лос-Анджелеса, основанная в 2001 году актёром и продюсером Леонардо ДиКаприо. С момента своего запуска Appian Way выпустила множество разнообразных фильмов, в числе которых — трёхкратный обладатель премии «Оскар» и обладатель премии «Золотой глобус» «Выживший», номинированный на премию «Оскар» и «Золотой глобус» «Волк с Уолл-стрит» и номинированный на премию «Оскар» и получивший «Золотой глобус» «Авиатор» наряду с «Островом проклятых», номинированный на премию Спутник «Из пекла», номинированный на «Золотой глобус» «Мартовские иды», психологический триллер «Дитя тьмы» и экранизация критиков романа Денниса Лихейна «Закон ночи». Телесериал «Парни что надо» для кабельного телеканала National Geographic, основанный на известной книге Тома Вулфа, вышел на Disney+ в октябре 2020 года.
В последние годы компания приложила большие усилия, чтобы продвинуться в мире документального кино, особенно в том, что касается прогрессивных изменений в окружающей среде. Недавно Appian Way выпустила документальные проекты «Люди, построившие Америку: Первопроходцы» (совместно с History Channel), До потопа (National Geographic), «Вирунга» и «Скотозаговор» (Netflix). . Appian сотрудничает с Netflix в нескольких дополнительных документальных фильмах, в том числе получивших признание критиков Игра цвета слоновой кости, Как изменить мир и Поймать Солнце Недавно выпущенные проекты включают в себя; «Море теней» (совместно с National Geographic), получивший приз зрительских симпатий на кинофестивале «Сандэнс» в 2019 году, «Лед в огне» (HBO), а также «Курс на экологичность», премьера которого состоялась на кинофестивале в Торонто в 2019 году.
Первым фильмом компании стало «Убить президента. Покушение на Ричарда Никсона» (2004), показанное на 57-м Каннском кинофестивале. Во втором фильме компании, биографическом фильме 2004 года «Авиатор», ДиКаприо сыграл Говарда Хьюза. Фильм имел успех у критиков и коммерческий успех и получил несколько номинаций на премию Оскар, в том числе за лучший фильм. Через три года вышли следующие работы — комедийная драма «Садовник Эдема» (2007) и документальный фильм «11-й час» (2007). Ди Каприо снял для компании трехсезонный телесериал «Гринсбург» (2008—2010).
Appian Way сняла три прибыльных фильма: криминальную драму Джонни Д. (2009), психологический хоррор Дитя тьмы (2009) и психологический триллер Остров проклятых (2010). выпустила три фильма, ни один из которых не имел особого успеха. В 2013 году у компании было три релиза, в том числе биографический фильм «Волк с Уолл-стрит» (2013), который имел успех у критиков и коммерческий успех. Запрещенный в нескольких странах из-за противоречивых сцен, фильм был незаконно загружен более 30 миллионов раз через BitTorrent. Затем последовал, очень успешный вестерн-триллер о жизни пограничника Хью Гласса «Выживший» (2015).

## История
Appian Way Productions была основана актёром Леонардо ДиКаприо в 2001 году, своим названием древнеримской итальянской дороге. Первым фильмом компании стал Убить президента. Покушение на Ричарда Никсона 2004 года, в котором Шон Пенн сыграл Сэмюеля Бика, пытавшегося убить в 1974 году президента США Ричарда Никсона. Он был показан в разделе «Особый взгляд» на Каннском кинофестивале 2004 года. Следующим фильмом компании стал созданный вместе с Forward Pass, Intermedia и Initial Entertainment Group байопик Авиатор. Основанный на вышедшей в 1993 году книге Чарльза Хайэма в жанре нонфикшен Говард Хьюз: Тайная жизнь, фильм рассказывает о жизни американского предпринимателя и пионера в авиации Говарда Хьюза, который стал успешным кинопродюсером в период с конца 1920-х по конец 1940-х годов, одновременно становясь более психически нестабильным из-за тяжелого обсессивно-компульсивного расстройства. В обзоре для газеты The Daily Telegraph Сухдев Сандху описал фильм как «великолепную дань уважения Золотому веку Голливуда» хотя он «смещает баланс между зрелищем и содержанием в пользу первого». Он похвалил режиссуру Мартина Скорсезе, ДиКаприо и актёров второго плана. Фильм имел коммерческий успех: мировые сборы составили 213,7 млн долл. при бюджете в 110 млн долл. Он получил в общей сложности одиннадцать номинаций на 77-й церемонии вручения премии Оскар, включая лучший фильм, лучшую режиссуру (Скорсезе) и лучшую мужскую роль (ДиКаприо), из которых выиграла в пяти категориях, включая лучшую женскую роль второго плана (Кейт Бланшетт).